# Viscum myriophlebium
Viscum myriophlebium là một loài thực vật có hoa trong họ Santalaceae. Loài này được Baker mô tả khoa học đầu tiên năm 1964.